# Karl-Friedrich Ackermann
Karl-Friedrich Ackermann (* 27. Februar 1938 in Mannheim) ist ein deutscher Wirtschaftswissenschaftler und Unternehmensberater.

## Leben
Von 1957 bis 1963 studierte Ackermann Wirtschafts- und Sozialwissenschaften an der Wirtschaftshochschule Mannheim und der Universität Wien und wurde 1966 an der Wirtschaftshochschule Mannheim zum Dr. rer. pol. promoviert. 1972 erfolgte die Habilitation an der Universität Mannheim. Beide Arbeiten wurden durch August Marx am Lehrstuhl für Personalwesen und Arbeitswissenschaft betreut.
Nach einer Lehrstuhlvertretung an der Universität Regensburg, hatte Ackermann von 1973 bis 1975 einen Lehrstuhl an der Universität zu Köln inne. Von März 1975 bis März 2006 war er Inhaber des Lehrstuhls für ABWL und Personalmanagement am Betriebswirtschaftlichen Institut der Universität Stuttgart. Von 1980 bis 1982 war er dort Dekan der Fakultät Geschichts-, Sozial- und Wirtschaftswissenschaften. Er bekleidete zudem Gastprofessuren in zahlreichen Ländern.
1989 gründete er die Unternehmensberatung ISPA consult GmbH in Stuttgart, deren geschäftsführender Gesellschafter er bis 2018 war. Von 2003 bis 2004 war er Geschäftsführer der Technologie-Transfer-Initiative GmbH (TTI) an der Universität Stuttgart und von 2006 bis 2007 leitete er das Stuttgart Institute of Management and Technology (SIMT).
Er ist Mitglied der Wissenschaftlichen Kommission Personal im Verband der Hochschullehrer für Betriebswirtschaft (VHB). Außerdem gehört er dem Arbeitskreis Personalmanagement der Schmalenbach-Gesellschaft für Betriebswirtschaft an. Zusammen mit Dieter Wagner ist Ackermann ist Herausgeber der Schriftenreihe Unternehmerisches Personalmanagement im Springer Gabler Verlag.

## Monografien
- Die Entwicklung des Mannheim-Ludwigshafener Hafenumschlags im Spannungsfeld konkurrierender Transportwege von der Gründung der Stadt Mannheim bis zur Gegenwart (Dissertation), Mannheim 1966.
- mit August Marx: Autohöfe des Güterkraftverkehrs. Entwicklung und Funktionen. Ein Beitrag zur Verkehrsrationalisierung und Verkehrskoordinierung. Betriebswirtschaftlicher Verlag Gabler, Wiesbaden 1967.
- mit Mathias Hofmann: Systematische Arbeitszeitgestaltung. Handbuch für ein Planungskonzept. Köln 1988.